# Frédérick Tristan
Frédérick Tristan (* 11. Juni 1931 in Sedan als Jean-Paul Frédéric Tristan Baron; † 2. März 2022 in Dreux) war ein französischer Schriftsteller. 1983 erhielt er den Prix Goncourt für seinen Roman Les Égarés.
Er benutzte auch das Pseudonym Mary London; außerdem will er nach eigenen Angaben der Verfasser der Werke sein, die unter dem Namen Danielle Sarréra (eine fiktive, jung verstorbene existentialistische Dichterin) veröffentlicht wurden.

## Leben
Frédérick Tristan war der Sohn eines Fabrikanten für Textilmaschinen und war selbst Textilingenieur, der auch zu längeren Reisen und Aufenthalten in Südostasien (Vietnam) und China war (auch als er seinen Roman Les Égares schrieb). 1940 wurde seine Gruppe auf der Flucht von deutschen Fliegern angegriffen, was zu einer Teil-Amnesie führte.
1948 veröffentlichte er seinen ersten Gedichtband (Orphée assassiné). Seine Romane haben teils phantastischen Inhalt, beruhen auf historischen Fiktionen oder handeln in China. Er wird zur Nouvelle Fiction gezählt, ein Begriff der 1992 von Jean-Luc Moreau eingeführt wurde (neben Tristan zählen dazu unter anderem Patrick Carré, Georges-Olivier Châteaureynaud, François Coupry, Hubert Haddad, Jean Levi, Marc Petit). Die Bewegung steht dem Magischen Realismus nahe und Tristan ist vom Surrealismus beeinflusst.
Außer Romanen veröffentlichte er auch Essays und Lyrik. 2010 veröffentlichte er Memoiren (Réfugié de nulle part). Darin führt er auch aus, dass der Prix Goncourt ihm auch Unglück gebracht hatte. Eigentlich wäre der Verlag Grasset (mit dem Kandidaten Elie Wiesel) für die Auszeichnung an der Reihe gewesen. Stattdessen ging der Preis an einen kleinen Verlag Balland, der in Schwierigkeiten kam, da er nach dem Prix Goncourt 300.000 Exemplare drucken musste. Der Roman wurde auch gezielt verrissen, wobei nach Tristan der Literaturdirektor des leer ausgegangenen Verlags Grasset eine bedeutende Rolle spielte. Der Roman Les Égarés handelt von zwei Männern, die sich in der Zeit des Ersten Weltkriegs begegnen, der äußerlich glänzende Engländer Jonathan Absalon Varlet und Cyril Pumpaker, der gerade seinen ersten Roman veröffentlichen will und einwilligt, es unter dem Pseudonym Chesterfield über seinen neuen Freund Varlet zu tun. Dieser treibt in der Öffentlichkeit den Ruhm des Autors Chesterfield voran, dessen Bücher aber von Pumpaker stammen.
Außer dem Prix Goncourt erhielt er 1981 den Grand Prix du roman de la Société des gens de lettres für Les Tribulations héroïques de Balthasar Kober und 2000 für sein Gesamtwerk.
In den 1950er Jahren befasste er sich unter Joël Picton mit Graphik. 1983 bis 2001 war er Professor für frühchristliche und Renaissance-Ikonographie an der Kunsthochschule ICART (École des métiers de la culture et du commerce de l’art Paris) in Paris.
Er war ein hoher Freimaurer. Teilweise handeln seine Romane auch von Freimaurern (so sein Kriminalroman Un meurtre chez les francs-maçons unter dem Pseudonym Mary London). Seine Ehefrau Marie-France Tristan ist Spezialistin für italienische Literatur (besonders Giambattista Marino).
Er starb am 2. März 2022 in Dreux.

## Werke (Auswahl)
- Naissance d’un spectre, Bourgois 1969; Fayard 2000
- Le Singe égal du ciel, Bourgois 1972; Fayard 1994
- La Geste serpentine, La Différence, 1978; Fayard 2003
- Les Tribulations héroïques de Balthasar Kober, Balland 1980; Fayard 1999
  - dt. Ausgabe: Im Gefolge des Alchimisten. Aus dem Französischen übersetzt von Michael Gramberg. Zebulon 1992
- La Cendre et la Foudre, Balland 1982
  - dt. Ausgabe: Asche und Blitz, Aus dem Französischen von Widulind Clerc-Erle, Fischer 1987
- Les Égarés, 1983
- L’Énigme du Vatican, Fayard 1995
  - dt. Ausgabe: Das Geheimnis des Vatikans. Roman. Ins Deutsche übertragen von Karin Meddekis, Bastei-Lübbe 1995
- Stéphanie Phanistée, Fayard 1997
- Les Obsèques prodigieuses d’Abraham Radjec, Fayard 2000
- Dieu, l’Univers et Madame Berthe, Fayard 2002
- L’Amour pèlerin, Fayard 2004
- Un infini singulier, Fayard 2004
- Le Manège des fous, Fayard 2005
- Dernières Nouvelles de l’Au-delà, Fayard 2007
- Christos, enquête sur l’impossible, Fayard 2009